# Privatoffenbarung

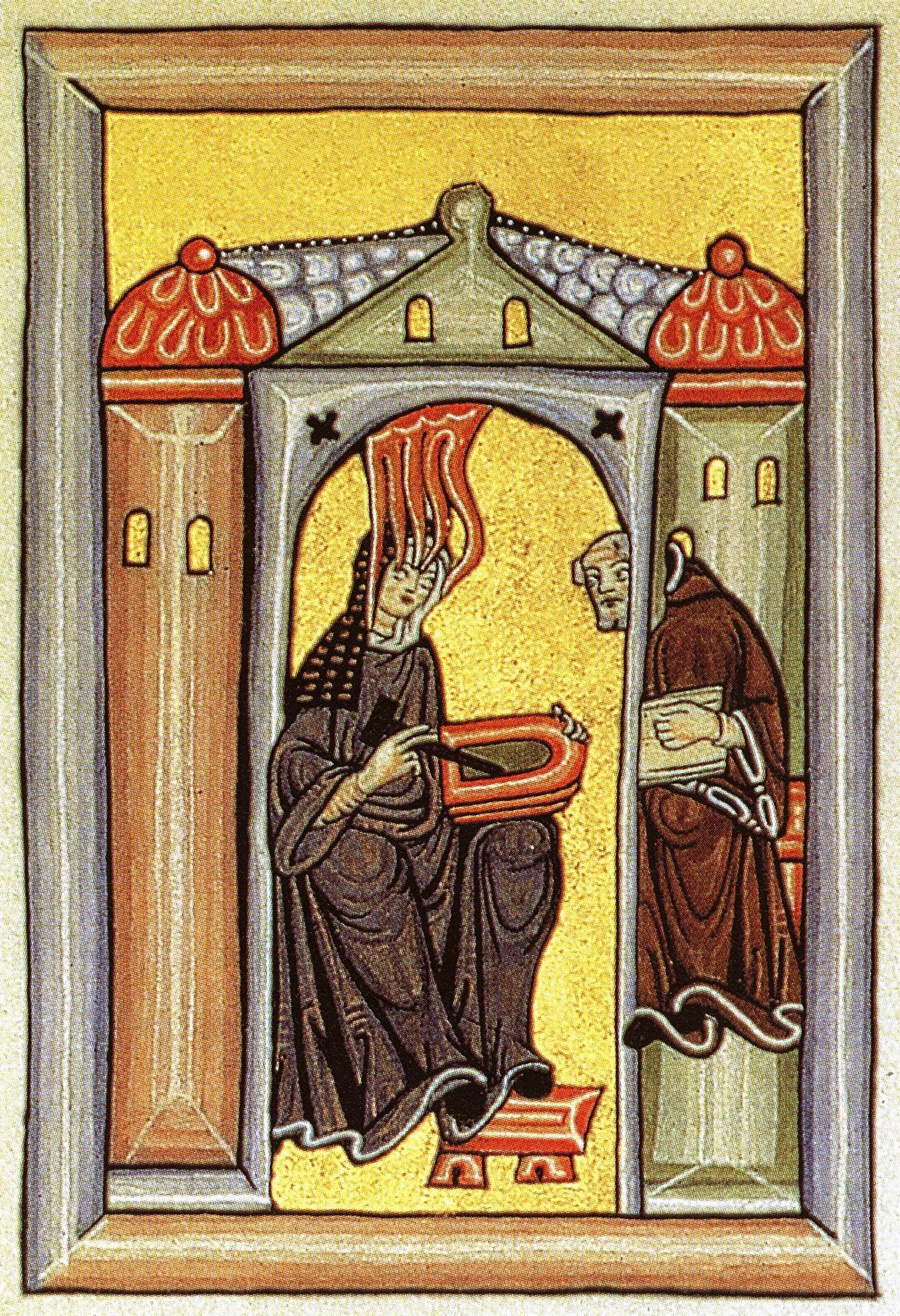
Die hl. Hildegard von Bingen bei der Niederschrift ihrer Visionen, Miniatur aus dem Rupertsberger Codex des Liber Scivias.

Eine Privatoffenbarung ist die Bezeichnung der römisch-katholischen Kirche für eine Offenbarung Christi, Mariens oder eines Engels an einen Menschen als Privatperson, die als für die Gläubigen unverbindlich, wenn auch gegebenenfalls nicht ohne Bedeutung definiert wird.

## Kirchliche Anerkennung
In der römisch-katholischen Kirche kann eine Privatoffenbarung „anerkannt“ werden, aber dies bedeutet nur, dass darin im Sinne eines nihil obstat nichts gefunden wurde, was der heiligen Schrift oder der kirchlichen Tradition – nach katholischem Verständnis sind das die Quellen der Glaubenswahrheit – im Widerspruch steht. Es wird also keine Aussage darüber getroffen, ob die jeweilige Privatoffenbarung tatsächlich übernatürlichen Ursprungs ist, dies bleibt vielmehr dem Glauben des Einzelnen überlassen.
Am 24. Februar 1978 legte die Glaubenskongregation Normen für die kirchliche Beurteilung von Privatoffenbarungen fest.

## Erscheinungen, Visionen, Botschaften
Von der Anzahl her gesehen finden die meisten neueren Privatoffenbarungen seit dem 18. Jahrhundert im Rahmen von Marienerscheinungen statt, z. B. in Lourdes, La Salette, Fatima oder bei María von Ágreda.
Nicht marianische Privatoffenbarungen, bei denen häufig Engel oder nicht näher definierte Stimmen als den Seher begleitende oder die Schauungen erläuternde Protagonisten auftreten, die teilweise mit Jesus Christus, dem Heiligen Geist oder einem bestimmten Heiligen identifiziert werden, finden sich in den Erlebnissen und Berichten vieler Mystiker und Visionäre wie Hildegard von Bingen, Angela von Foligno, Jeanne d’Arc, Teresa von Ávila, Anna Katharina Emmerick, Therese Neumann oder Faustyna Kowalska. Da der theologische Begriff der Privatoffenbarung neueren Ursprungs ist und im Mittelalter begrifflich nicht zwischen „offizieller“ (kirchlicher bzw. biblischer) und „privater“ Offenbarung unterschieden wurde, werden solche älteren mystischen Berichte heute nur selten mit dem Begriff in Verbindung gebracht, obwohl sich die Erfahrungen nicht grundlegend zu unterscheiden scheinen. Sie fallen in der kirchlichen Bewertung ebenso unter diese Definition.
Gewisse Schwierigkeiten für die Frage der Verbindlichkeit des Glaubens an die Echtheit „privater“ Offenbarungen oder Botschaften ergeben sich dann, wenn die betreffenden Seher oder Medien von der Kirche durch Kanonisation bestätigt und zu Kirchenlehrern erhoben worden sind, womit die Überlieferungen zu solchen Heiligen einen quasi „offiziellen“ Charakter erhalten. Der von Katholiken geforderte Glaube an die Richtigkeit der kirchlichen Entscheidung bezieht sich jedoch auf die grundlegende Beurteilung der Person und ihrer Heiligkeit, nicht aber auf alle Einzelheiten ihrer mystischen oder übernatürlichen Erkenntnisse, Wunder, privaten Lehren oder Botschaften.